# Monès Chéry
Monès Chéry (sinh ngày 12 tháng 2 năm 1981) là một cầu thủ bóng đá người Haiti. Chéry ra mắt tại Cúp Vàng CONCACAF 2007 for Haiti và is also on the Haitian roster for the Cúp Vàng CONCACAF 2009. Chéry's performance has led him to becoming a recent mainstay to the national squad.